# Saison 3 de H2O
Chronologie
Saison 2 de H2O
Cet article présente le guide de la troisième saison de la série télévisée australienne H2O.

## Distribution

### Acteurs principaux
- Phoebe Tonkin : Cleo Sertori
- Cariba Heine : Rikki Chadwick
- Indiana Evans : Isabella Hartley
- Angus McLaren : Lewis McCartney (régulier épisodes 1 à 13, invité épisode 26)
- Luke Mitchell : Will Benjamin

### Acteurs secondaires
- Burgess Abernethy : Zane Bennet
- Cleo Massey : Kim Sertori
- Jamie Timony : Nate
- Andrew Lees : Ryan Tate

## Épisode 1Ouverture
- Australie : sur Network Ten
- France : sur Nickelodeon France
- Québec : 1er juin 2011 sur VRAK.TV[1]
- Belgique : sur la deux et Ketnet

## Épisode 2:Juste un Mauvais Rêve
- Australie : Network Ten
- France : sur Nickelodeon France
- Québec : 1er juin 2011 sur VRAK.TV
- Belgique : sur la deux et Ketnet

## Épisode 3:Des Ennemis Sous la Main
- Australie : Network Ten
- France : sur Nickelodeon France
- Québec : 8 juin 2011 sur VRAK.TV
- Belgique : sur la deux et Ketnet

## Épisode 4:La Saint-Valentin
- Australie : Network Ten
- France : sur Nickelodeon France
- Québec : 8 juin 2011 sur VRAK.TV
- Belgique : sur la deux et Ketnet

## Épisode 5:Les grandes idées
- Australie : Network Ten
- France : sur Nickelodeon France
- Québec : 15 juin 2011 sur VRAK.TV
- Belgique : sur la deux et Ketnet

## Épisode 6:Secrets et mensonges
- Australie : Network Ten
- France : sur Nickelodeon France
- Québec : 15 juin 2011 sur VRAK.TV

## Épisode 7:Bonheur familial
- Australie : Network Ten
- France : sur Nickelodeon France
- Québec : 22 juin 2011 sur VRAK.TV

## Épisode 8:Enlèvement
- Australie : Network Ten
- France : sur Nickelodeon France
- Québec : 22 juin 2011 sur VRAK.TV

## Épisode 9:Les apprentis sorciers
- Australie : Network Ten
- France : sur Nickelodeon France
- Québec : 29 juin 2011 sur VRAK.TV

## Épisode 10:Un secret Dévoilé
- Australie : Network Ten
- France : sur Nickelodeon France
- Québec : 29 juin 2011 sur VRAK.TV

## Épisode 11:Un Cœur à prendre
- Australie : Network Ten
- France : sur Nickelodeon France
- Québec : 6 juillet 2011 sur VRAK.TV

## Épisode 12:Crime et châtiment
- Australie : Network Ten
- France         :FranceÔ
- Québec : 6 juillet 2011 sur VRAK.TV

## Épisode 13:Un mariage presque parfait
- Australie : Network Ten
- France : sur Nickelodeon France
- Québec : 13 juillet 2011 sur VRAK.TV

## Épisode 14:La magie des sirènes
- Australie : Network Ten
- France : sur Nickelodeon France
- Québec : 13 juillet 2011 sur VRAK.TV

## Épisode 15:Jeux de pouvoir
- Australie : Network Ten
- France : sur Nickelodeon France
- Québec : 20 juillet 2011 sur VRAK.TV

## Épisode 16:Face cachée
- Australie : Network Ten
- France : sur Nickelodeon France
- Québec : 20 juillet 2011 sur VRAK.TV

## Épisode 17:L'énergie de Mako
- Australie : Network Ten
- France : sur Nickelodeon France
- Québec : 27 juillet 2011 sur VRAK.TV

## Épisode 18:Dans la lumière
- Australie : Network Ten
- France : sur Nickelodeon France
- Québec : 27 juillet 2011 sur VRAK.TV

## Épisode 19:En rupture
- Australie : Network Ten
- France : sur Nickelodeon France
- Québec : 3 août 2011 sur VRAK.TV

## Épisode 20:Reine d'un jour
- Australie : Network Ten
- France : sur Nickelodeon France
- Québec : 3 août 2011 sur VRAK.TV

## Épisode 21:Le bijou volé
- Australie : Network Ten
- France : sur Nickelodeon France
- Québec : 10 août 2011 sur VRAK.TV

## Épisode 22:Sur le chemin de la vérité
- Australie : Network Ten
- France : sur Nickelodeon France
- Québec : 10 août 2011 sur VRAK.TV

## Épisode 23:Fête sur la plage
- Australie : Network Ten
- France : sur Nickelodeon France
- Québec : 17 août 2011 sur VRAK.TV

## Épisode 24:Des vacances de rêve
- Australie : Network Ten
- France : sur Nickelodeon France
- Québec : 17 août 2011 sur VRAK.TV

## Épisode 25:Rendez-vous avec le destin
- Australie : Network Ten
- France : sur Nickelodeon France
- Québec : 24 août 2011 sur VRAK.TV

## Épisode 26:Remise des diplômes
- Australie : Network Ten
- France : sur Nickelodeon France
- Québec : 24 août 2011 sur VRAK.TV[2]